# Estación Hongō
La estación Hongō (本郷駅 Hongō-eki?) de la Línea Higashiyama, es operada por el Buró de transporte de la ciudad de Nagoya, y está identificada como H-21. Se encuentra ubicada en el barrio de Hongō, Meitō, en la ciudad de Nagoya, prefectura de Aichi, Japón. La estación abrió el 1 de abril de 1969. 
Presenta una tipología de andenes laterales en un viaducto, y cuenta con 2 accesos, como así también escaleras mecánicas y ascensor.

## Otros medios
- Bus de Nagoya
  - Líneas: 1 y 11.
- JR por autopista:
  - Hacía: Terminal de Nagoya y Tokio

## Sitios de interés
- Oficina municipal de Meitō.
  - Centro de Salud de Meitō.
- Comisaría de Meitō.
- Oficina de correos de Meitō.
- Hospital Marumo
- Escuela primaria municipal de Kamiyashiro
- Autopista Tōmei

## Imágenes

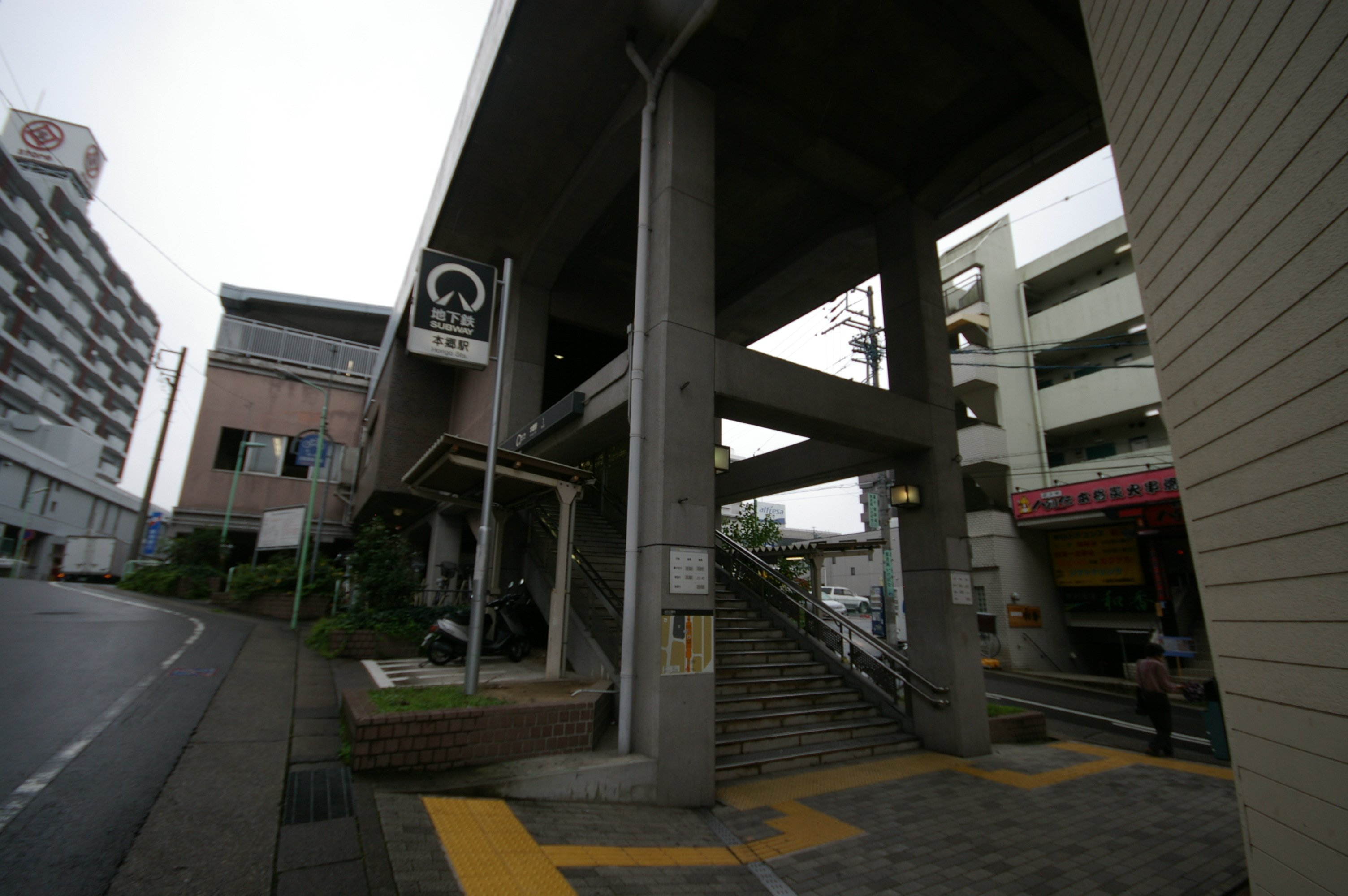
Acceso N° 1.
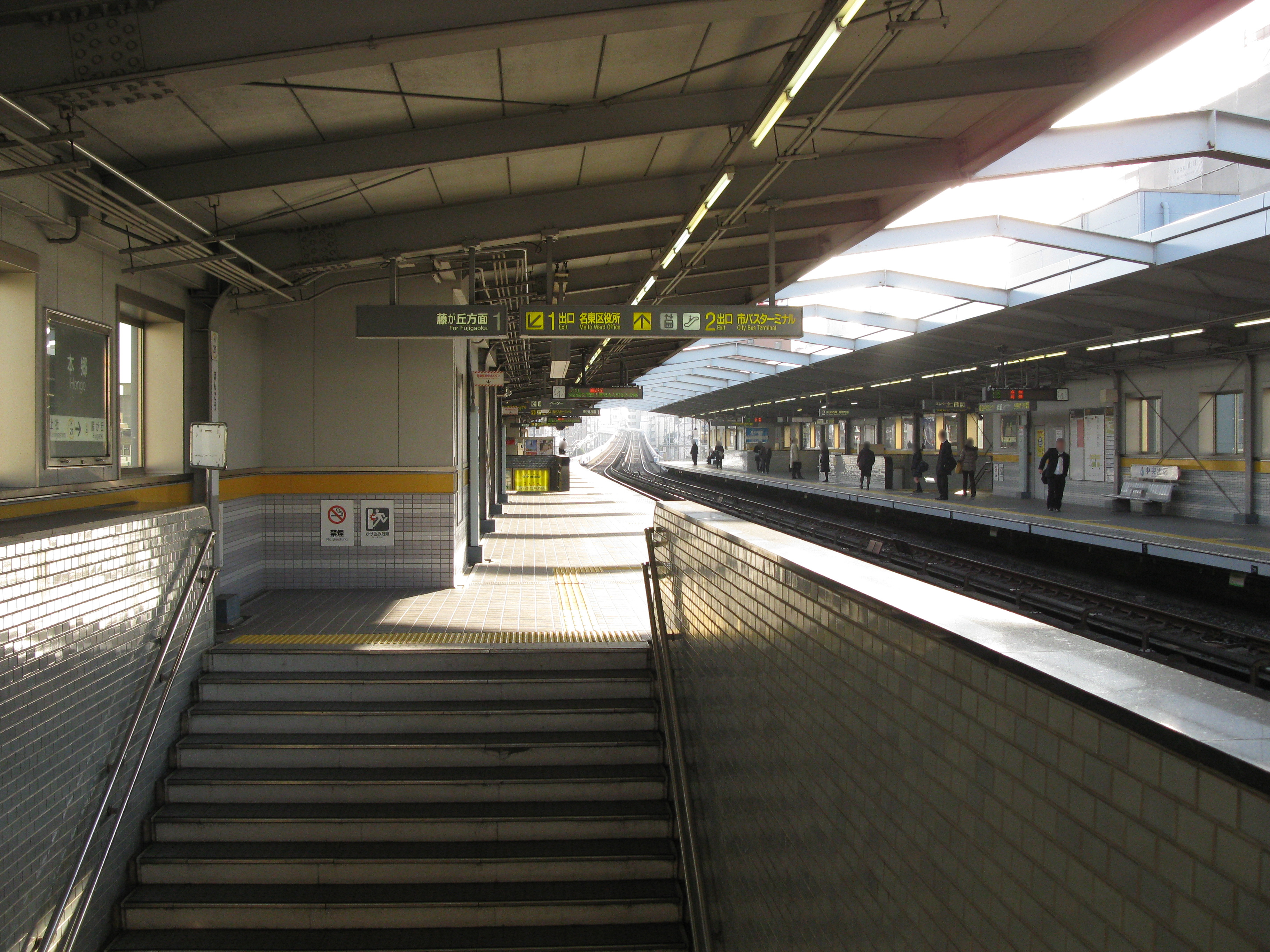
Andén.
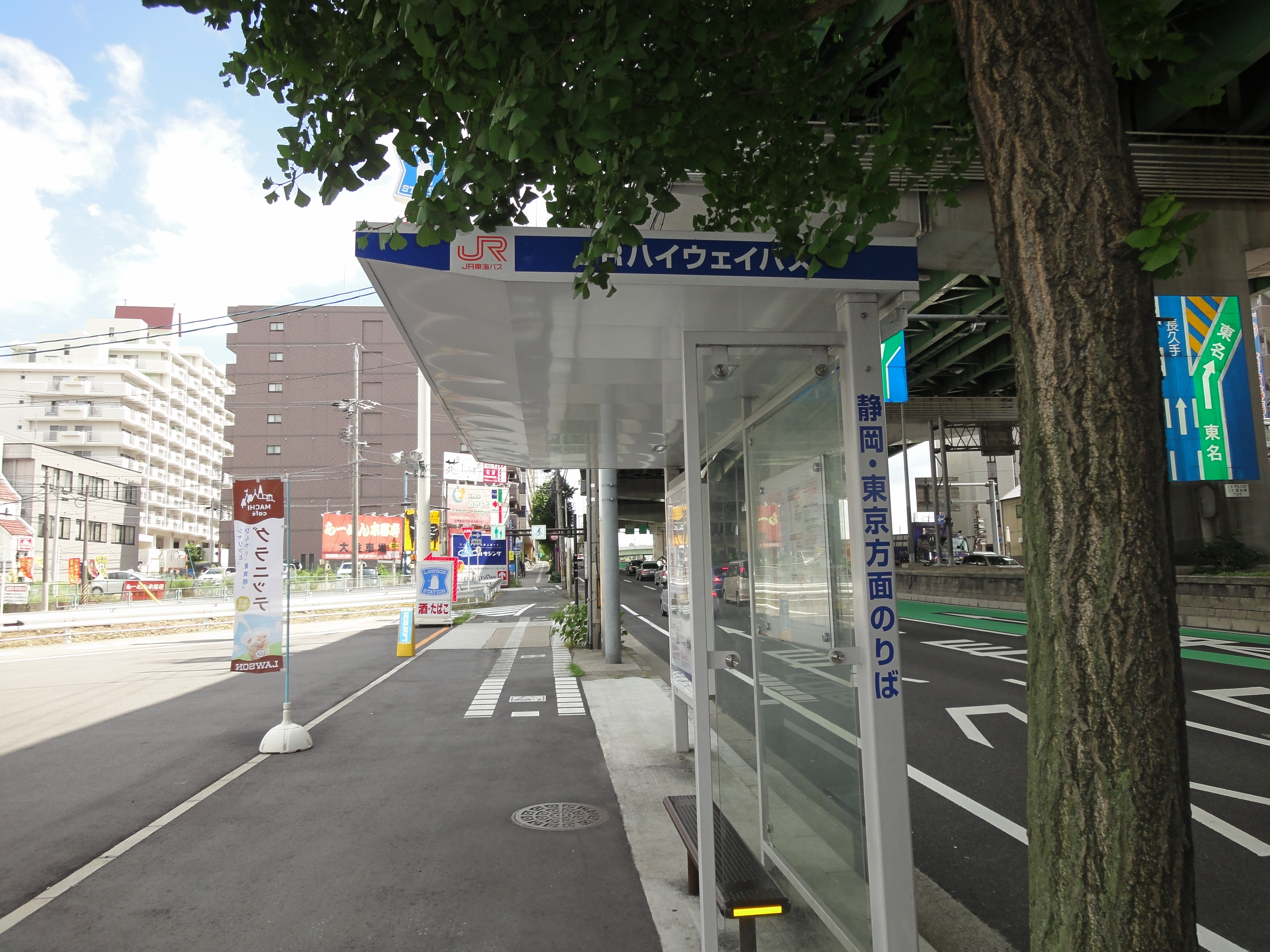
Parada de buses JR frente a la estación.